# 미스트 (비디오 게임)
《미스트》(영어: Myst)는 로빈 & 랜드 밀러 형제가 디자인하고 감독한 그래픽 어드벤처 퍼즐 게임이다. 사이언 주식회사에서 개발하고 브로더번드가 배급하였다. 밀러 형제는 1991년부터 미스트 개발에 착수해 1993년 9월 24일에 매킨토시용을 출시했고, 이는 지금까지도 개발사인 사이언의 가장 큰 프로젝트로 알려져 있다. 세가 새턴을 포함한 플레이스테이션, 3DO, 마이크로소프트 윈도우, 아타리 재규어 CD, CD-i, 아미가OS, 플레이스테이션 포터블, 닌텐도 DS, iOS, OS X 등의 플랫폼으로 리메이크 및 이식이 이루어졌다.
미스트에서 플레이어는 게임 속 섬으로 여행할 수 있는 특별한 책을 사용하는 이방인 역할을 수행하게 된다. 그곳에서 플레이어는 장인이자 모험가인 아트러스가 "시대"로 알려진 여러 세계로 이동하기 위해 집필한 특별한 책들을 이용한다. 각 시대에서 발견할 수 있는 단서들은 게임 속 캐릭터들의 뒷이야기를 밝힌다. 게임은 여러 가지의 엔딩이 있고, 이는 플레이어가 취하는 행동의 방침에 따라 달라진다.
게임의 출시 이후, 미스트는 예기치 않은 흥행을 거두었고, 평론가들은 플레이어를 가상의 세계에 몰두하게 만드는 게임의 능력을 칭찬했다. 이 게임은 2002년 심즈의 판매량이 게임의 판매량을 능가하기 전까지 가장 많이 팔린 PC 게임이었다. 미스트는 그 당시엔 초기 단계였던 CD-ROM 포맷의 드라이브가 채택되도록 일조했다. 미스트의 성공으로 4장의 직계적인 속편에 더해서 여러 가지의 스핀 오프 게임 및 소설들이 출시되었다.

## 게임플레이

미스트의 스크린샷. 섬의 도서관을 배경으로, 퍼즐 중 일부와 관련된 배가 전경에 보인다.

미스트의 게임플레이는 상호작용하는 세계를 일인칭 시점을 통해 이동하는 것으로 구성되어 있다. 플레이어가 화면에 보이는 지점을 클릭하면 캐릭터가 이동한다. 그때 장면은 다른 장면으로 디졸브되고, 이후 플레이어는 계속해서 탐사할 수 있다. 플레이어는 몇몇 장소에 등장하는 특정한 오브젝트를 클릭하거나 드래그해서 이용할 수 있다. 미스트에는 이미 탐사했던 지역을 빠르게 가로지르는 것을 돕기 위해 선택 가능한 "Zip" 기능이 있다. 번개 표시 커서가 나타났을 때, 플레이어는 클릭하여 다른 지역으로 여러 장면을 뛰어넘을 수 있다. 또한,  이와 같은 고속 이동 방법을 이용하면 플레이어가 중요한 아이템이나 단서를 지나칠 수도 있다. 뒷이야기를 알 수 있는 일기 페이지들을 포함한 몇 가지의 아이템은 플레이어가 소지하고 읽을 수 있다. 플레이어는 한 번에 한 페이지만 소지할 수 있고, 놓을 경우 원래 놓여있었던 위치로 되돌아간다.
게임을 클리어하기 위해서, 플레이어는 게임 속 황량해 보이는 섬을 반드시 탐사해야 한다. 그곳에서 플레이어는 각각 독립된 작은 세계가 들어있는 "연결책"을 통해 여러 가지의 "시대"들로 이동하며 단서를 발견하고 추적해야 한다. 시대에는 셀레나이트 시대(Selenitic), 스톤쉽 시대(Stoneship), 기계 시대(Mechanical), 채널우드 시대(Channelwood)가 있으며, 각 시대에서 논리적이며 서로 밀접한 관계가 있는 일련의 퍼즐을 해결해 탐사를 마쳐야 한다. 오브젝트와 각 시대에서 발견한 정보는 다른 시대에 있는 퍼즐이나 혹은, 게임 전체를 관통하는 주된 퍼즐을 해결하는 데 필요할 수 있다. 예를 들어, 플레이어는 스위치를 작동시키기 위해서 먼저 금고를 연 후 안에 들어있는 성냥을 이용해 보일러를 작동시켜야 한다.
대부분 비언어적으로 진행되는 스토리텔링 외에도, 미스트의 게임플레이는 어드벤처 게임 중 여러 가지 측면에서 특이하다. 플레이어는 게임 초반부에서 매우 적은 뒷이야기를 얻고, 뚜렷한 목표가 제시되지 않는다. 이는 플레이어가 반드시 탐사를 시작해야 한다는 것이다. 명백한 적이 없고, 물리적 폭력이 없으며, 비록 몇 가지 배드 엔딩으로 치달을 수 있으나 어느 지점에서 발생하는 "죽음"의 위협이 없다. 게임 클리어에 걸리는 시간 제한 또한 없다. 미스트는 게임 그 자체의 페이스로 전개되고 인내력과 관찰력, 그리고 논리적 사고의 조합으로 해결해야 한다.

## 줄거리
플레이어는 "미스트"란 이름의 특이한 책을 우연히 발견한 익명의 인물인 이방인(Stranger)의 역할을 맡는다. 이방인은 책을 읽고 미스트라 불리는 섬으로 이루어진 세계에 대해 자세히 서술된 것을 보게 된다. 마지막 페이지에 손을 닿는 순간, 이방인은 서술된 세계로 휘말려 들어갔고, 결국 섬을 탐사하는 수밖에 없게 된다.
미스트에는 추가로 두 가지 책(붉은 책과 푸른 책)을 찾을 수 있는 도서관이 있다. 이 책들은 아트러스(Atrus)가 한때 미스트 섬에서 그의 아내 캐서린과 같이 살았던 아들들인 시러스(Sirrus)와 애크너(Achenar)를 붙들고 있는 덫이다. 아트러스는 사람들을 책이 묘사하는 다른 세계로, 혹은 "시대"로 이동할 수 있는 특별한 "연결책"을 만들었다. 각 책의 일원으로, 시러스와 애크너는 이방인에게 아트러스는 죽었음을 말한다; 두 형제는 서로에게 아버지의 죽음과 아트러스의 도서관 대부분이 파괴된 것에 대해 탓한다. 두 형제는 이방인에게 자신을 탈출하게 도와달라고 간청한다. 그러나 그 책들은 여러 페이지가 분실된 상태여서, 형제들의 메시지는 초기에는 또렷하지 않고 잡음 투성이로 표현된다.
이방인이 섬을 계속 탐사하는 동안, 시대로 연결해주는 책들은 복잡한 기계 장치들과 퍼즐들의 배후에서 발견된다. 이방인은 반드시 각 시대로 이동해 숨겨진 붉은색과 푸른색의 책 페이지를 찾아 미스트 섬으로 돌아가야 한다. 이 페이지들은 색이 일치하는 각 책에 넣을 수 있다. 이방인이 더 많은 페이지를 책에 넣을수록, 형제들은 조금 더 또렷하게 말한다. 4장을 전부 모을 경우, 형제들은 이방인에게 5번째 페이지는 어디에 숨겨져 있는지 분명하게 얘기할 수 있게 된다. 만약 이방인이 각 형제에게 5번째 페이지를 줄 경우, 그들은 풀려나게 된다. 이방인은 시러스를 도울 것인지, 애크너를 도울 것인지, 아니면 둘 다 돕지 않을 것인지 선택의 갈림길에 서게 된다.
시러스와 애크너는 이방인에게 마지막 페이지가 있는 곳에 보관되어있는 녹색 책을 건들지 말 것을 간청한다. 형제들은 그 책이 자신들처럼 이방인을 가둘 것이라고 주장한다. 사실 녹색 책은 아트러스가 갇혀있는 드니(D'ni)로 연결되어 있다. 책이 펼쳐졌을 때, 아트러스는 이방인에게 미스트 섬 안에 숨겨진 마지막 페이지를 가져와 달라고 요청한다; 이것이 없으면 그는 아들들을 처벌할 수 없기 때문이다. 여러 가지의 엔딩이 있는데, 이는 플레이어의 행동에 달려있다. 시러스 혹은 애크너에게 마지막 페이지를 줄 경우, 이방인과 그들의 위치가 엇바뀌게 되고, 플레이어가 감옥 책에 갇힌 채로 방치된다. 초록 책의 분실된 페이지가 없이 드니로 갈 경우, 아트러스는 이방인에게 떠날 것을 요청하고 아트러스는 드니에 갇힌다. 페이지를 소지하고 드니로 갈 경우, 아트러스는 그의 미스트 책을 완성하고 섬으로 돌아간다. 도서관으로 돌아오면, 플레이어는 붉은 책과 푸른 책이 사라졌고, 책들이 있던 선반에 불에 탄 자국이 있는 걸 볼 수 있다.

## 개발
우리는 게임 디자인 작업을 시작했고, 그러고 나서 우리는 줄거리와 연대기가 게임 그 자체에서 드러날 것보다 훨씬 더 깊게 필요하다는 것을 깨달았다. 탐험가가 실제로 볼 수 있는 것만큼 깊이를 갖는 것도 중요한 것 같다.

미스트 개발은 1991년에 시작되었다. 게임 개발팀은 랜드 밀러와 로빈 밀러 형제를 포함해, 사운드 디자이너 크리스 브랜드캠프, 3D 아티스트 및 애니메이터인 척 카터, 리처드 왓슨, 보니 맥도월, 그리고 이전엔 어린이용 게임만 제작했던 사이언 주식회사를 같이 창설한 라이언 밀러로 구성돼있었다. 밀러 형제는 성인들에게 흥미를 끌 수 있는 도전적이지만 미학적으로 간단한 게임으로 미스트를 구상했다; 미스트는 사이언이 그 당시 시도했던 가장 거대한 합작품이자, 가장 오랜 시간에 걸쳐 개발한 게임이었다. 랜드 밀러에 따르면, 형제들은 오로지 각 시대의 모습과 퍼즐을 디자인하는 데만 몇 달을 보냈다고 하며, 이는 그들이 초기에 어린이용으로 제작했던 게임들 속 기발한 "세계"들로부터 영향을 받았다고 한다. 제작자들에 따르면, 게임의 이름은 물론 섬의 전체적으로 고독하고 미스테리한 분위기는 쥘 베른의 책 〈신비의 섬〉으로부터 영감을 받았다고 한다.
개발자들은 처음엔 각 시대에 적용할 물리적인 지형을 실제로 어떻게 만들어야 할지 전혀 알지 못했다. 결국 그들은 그레이스케일 높이맵을 만들어, 그것들을 돌출시키면서 고도의 변화를 표현했다. 이런 기본 지형에 텍스처를 배경들에 겹쳐진 컬러맵 위에 적용하였다. 디자인의 완성을 위해 나무와 같은 오브젝트들도 추가되었다. 랜드 밀러는 세부 사항들에 대해 주의를 기울인 것이 미스트가 CD-ROM 드라이브와 그래픽의 한계점과 타협을 할 수 있도록 했다고 언급했다. 그는 "많은 것이 텍스처로 이루어질 수 있다… 벽에 태피스트리처럼 매핑할 수 있는 흥미로운 텍스처를 찾는 것이나, 약간의 시간을 투자해 실제로 태피스트리에 혹을 놓는다거나, 물건에 나사를 조이는 것처럼 말이다. 꼭 신경 쓸 필요는 없는 것들이지만, 만일 그런 것이 없다면 이는 이 물건이 가짜라는 것을 알려주는 신호가 된다."라고 말했다.
초기 개발 시간의 대부분은 퍼즐과 각 시대를 고안하는 데 쓰였으며, 줄거리는 부수적인 것이었다; "우리는 공간 디자이너들이었고, [...] 지도를 보고 줄거리를 떠올렸다"라고 랜드는 말했다.
게임은 매킨토시 컴퓨터로 개발되었는데, 주로 매킨토시 쿼드라가 사용됐다. 게임의 그래픽은 완전히 렌더링 된 방들 각각의 사진(장면)들로 이루어져 있다. 종합적으로, 미스트의 각 장면은 플레이어가 탐사 가능한 지역으로, 총 2,500장이 들어있다. 각 장면은 스트라타비전 3D를 이용해 모델링 및 렌더링 되었고, 약간의 추가적인 모델링으로 매크로미디어 매크로모델도 사용되었다. 이미지들은 포토샵 1.0을 통해 편집 및 보정이 이루어졌다.
미스트의 초기 매킨토시 판은 하이퍼카드로 구성되었다. 각 시대는 고유의 하이퍼카드 스택이었다. 게임 탐색을 처리하기 위해 내부 버튼 시스템과 하이퍼토크 스크립트, 이미지와 퀵타임 영상을 표현하기 위한 다양한 플러그인들이 사용되었다; 본질적으로, 미스트는 일련의 독립된 멀티미디어 슬라이드를 명령어로 함께 연결시킨 기능을 한다. 미스트에 영향을 미친 주요 기술적인 제약으로 느린 CD-ROM 드라이브 읽기 속도가 있었는데, 사이언은 모든 게임의 요소들이 가능한 한 신속하게 로딩이 되도록 많은 노력을 들였다. 이미지들은 커스텀 컬러 팔레트를 채택한 8비트 PICT 형식과 퀵타임 정지 영상 압축으로 저장되었다. 동영상이나 오브젝트 애니메이션과 같은 움직이는 요소들은 시네팩 압축을 이용한 퀵타임 영상으로 인코딩되었다; 게임 내에는 통틀어 66분 이상의 퀵타임 영상이 들어있다. 이런 세심한 처리 과정으로 비록 낮은 비트 깊이에도 24비트 트루 컬러처럼 보이는 그래픽이 만들어졌고, 각 장면의 용량은 500 kB에서 약 80 kB로 감소하였다.

### 음향
크리스 브랜드캠프는 게임 속에 쓰이는 대부분의 환경 음향과 부수적인 음향을 제작했다. 게임에 적합한 음향을 만들기 위해 브랜드캠프는 게임의 비주얼이 제대로 자리 잡을 때까지 기다려야 했다. 음향 효과는 예상 밖의 방법으로 만들어졌다; 보일러 속 불타는 소리는 도로 위에 있는 돌 무더기 위로 천천히 운전하면서 만들었는데, 실제 불타는 소리를 녹음한 것이 불타는 소리처럼 들리지 않았기 때문이었다. 시계 탑 종소리는 렌치로 엇비슷한 소리를 만든 후 음조를 낮춰서 만들었다.
처음에는 미스트에 음악이 없었는데, 밀러 형제는 음악이 게임플레이를 방해하길 원하지 않았기 때문이다. 몇 번의 테스트를 거친 후, 그들은 배경 음악이 게임에 악영향을 주는 것이 아니라, 실제로는 "당신이 게임 속에 있는 특정 장소의 분위기를 잡는 데 도움을 주는 것"으로 생각했다. 로빈 밀러는 40분 가량의 음악을 신시사이저로 작곡을 마쳤고 이는 게임에 사용되어 후에 미스트: 사운드트랙으로 발매되었다. 처음엔, 사이언은 사운드트랙을 통신 판매 서비스를 통해 출시하였으나, 미스트의 후속작인 리븐의 출시 전, 버진 레코드가 사운드트랙의 발매권을 획득하였고, 1998년 4월 21일에 CD로 재발매되었다.
| #             | 제목                                     | 작곡          | 재생 시간 |
| ------------- | ---------------------------------------- | ------------- | --------- |
| 1.            | 〈Myst Theme〉                           | 로빈 밀러     | 1:29      |
| 2.            | 〈Treegate〉                             | 로빈 밀러     | 1:58      |
| 3.            | 〈Planetarium〉                          | 로빈 밀러     | 1:38      |
| 4.            | 〈Shipgate〉                             | 로빈 밀러     | 1:27      |
| 5.            | 〈The Tower〉                            | 로빈 밀러     | 1:43      |
| 6.            | 〈The Last Message - Forechamber Theme〉 | 로빈 밀러     | 2:34      |
| 7.            | 〈Fortress Ambience Part I〉             | 로빈 밀러     | 0:40      |
| 8.            | 〈Fortress Ambience Part II〉            | 로빈 밀러     | 0:50      |
| 9.            | 〈Mechanical Mystgate〉                  | 로빈 밀러     | 2:00      |
| 10.           | 〈Sirrus' Cache〉                        | 로빈 밀러     | 1:42      |
| 11.           | 〈Sirrus' Theme〉 (Mechanical Age)       | 로빈 밀러     | 1:34      |
| 12.           | 〈Achenar's Cache〉                      | 로빈 밀러     | 1:41      |
| 13.           | 〈Achenar's Theme〉 (Mechanical Age)     | 로빈 밀러     | 2:11      |
| 14.           | 〈Compass Rose〉                         | 로빈 밀러     | 1:28      |
| 15.           | 〈Above Stoneship - Telescope Theme〉    | 로빈 밀러     | 1:29      |
| 16.           | 〈Sirrus' Theme〉 (Stoneship Age)        | 로빈 밀러     | 1:25      |
| 17.           | 〈Achenar's Theme〉 (Stoneship Age)      | 로빈 밀러     | 1:40      |
| 18.           | 〈Selenitic Mystgate〉                   | 로빈 밀러     | 1:41      |
| 19.           | 〈The Temple of Achenar〉                | 로빈 밀러     | 1:35      |
| 20.           | 〈Sirrus' Theme〉 (Channelwood Age)      | 로빈 밀러     | 1:32      |
| 21.           | 〈Achenar's Theme〉 (Channelwood Age)    | 로빈 밀러     | 2:07      |
| 22.           | 〈Un-finale〉                            | 로빈 밀러     | 1:57      |
| 23.           | 〈Finale〉                               | 로빈 밀러     | 1:34      |
| 24.           | 〈Fireplace Theme〉                      | 로빈 밀러     | 0:42      |
| 25.           | 〈Early Selenitic Mystgate〉             | 로빈 밀러     | 1:17      |
| 26.           | 〈Original Un-finale〉                   | 로빈 밀러     | 1:28      |
| 총 재생 시간: | 총 재생 시간:                            | 총 재생 시간: | 41:19     |

## 평가
미스트는 상업적으로 성공을 거두었다. 7번째 손님과 함께, CD-ROM 드라이브의 판매를 가속화한 킬러 애플리케이션으로 널리 평가받고 있다. 게임의 성공은 "미스트 클론"으로 일컬어지는, 미스트의 성공을 따라 하고자 하는 수많은 게임을 양산해냈다. 미스트는 1990년대를 통틀어 가장 많이 팔린 PC 게임이었고, 이는 심즈가 2002년에 미스트의 판매량을 따라잡기 전까지 계속되었다. 미스트의 PC 버전은 게임의 리메이크작들 및 대체로 낮은 평균 점수를 받은 콘솔 이식작들이 있음에도, 게임 랭킹즈에서 7개의 리뷰를 바탕으로 82.57%의 평균 리뷰 점수를 유지하고 있다. 미스트의 성공은 "'쌍방향 슬라이드 쇼"와 마찬가지"로 보이는 게임이 어떻게 인기작이 됐는지 궁금해 하는 몇몇 사람들을 당혹케 했다.
미스트는 대체로 비평가들에게 호평을 받았다. 와이어드와 뉴욕 타임스는 미스트가 비디오 게임이 실제로 예술 양식으로 진화할 수 있음을 보여주는 증거라고 말했다. 엔터테인먼트 위클리는 미스트의 "가상의 도덕성"을 종교적인 체험으로 여긴 몇몇 플레이어가 있음을 알렸다. 오르후스 대학교의 쇠렌 폴드 교수는 미스트가 어떻게 사람 대신 물건을 이용해 이야기가 전해지는 것인지에 대한 훌륭한 예라고 말했다. 샌프란시스코 크로니클의 로라 이븐슨은 미스트와 같은 성인향 게임이 비디오 게임 산업이 그들의 "사춘기" 단계에서 벗어나고 있다는 증거라고 말했다.
게임스팟의 제프 셍스택은 "미스트는 당신을 잡아들이고 나서 놔주지 않을 몰입적인 경험이다"라고 적었다. 미스트를 평가한 글 중에서, 그렉 M. 스미스는 미스트는 히트를 쳤고 "(음악과 효과를 동반한) 진부한 슬라이드쇼 기술"과 가장 비슷함에도 매우 몰입적으로 여겨졌다고 적었다. 스미스는 게임이 안고 있는 기술적인 제약들에 대해 "가장 성가신 것들 그 자체에 대한 이야기 전개의 명분을 만들어 보여주는 방식이 미스트의 가장 탁월한 점"이라고 결론지었다. 비슷한 맥락으로, 맥월드는 미스트의 디자이너들이 가끔씩 느려지는 CD 드라이브의 허약점을 극복하여 게임을 플레이하는 내내 일관된 체험을 가져다주는 것에 대해 칭찬하였다. 맥월드는 이어서 미스트가 1994년 최고의 게임이라 언급했고, 미스트가 "어드벤처 게임에서 가장 성가신 부분들 - [당신이] 이해할 수 없는 어휘들, 대화할 수 없는 사람들, 당신을 죽게 하고 처음부터 다시 시작하게 하는 잘못된 동작들"을 없앴고 "섬을 탐험하며 섬의 수수께끼를 풀 수 있는데, 당신을 괴롭히는 시간 압박이 없고, 도중에 제멋대로 처벌을 하지 않는다"라고 썼다.
게임 일부분은 여전히 비판을 받는다. 몇몇 간행물들은 줄거리에 대한 호평에 동의하지 않았다; 1UP.com의 제러미 패리시는 미스트의 상호 작용의 부족과 지속하는 줄거리는 게임에 잘 맞지만, 이는 어드벤처 게임 장르의 죽음이 시작되는데 기여했다고 적었다. 에지에서는 게임의 주요 결함은 게임 엔진이 그래픽만큼 정교하지 못한 것이라고 말했다. 어드벤처 게이머즈의 하이디 푸르니에는 몇몇 평론가들이 퍼즐의 어려움과 전후 맥락이 부족함을 불평했고, 이에 반해 다른 사람들은 이런 요소들이 게임플레이에 추가된 것으로 여겼다고 적었다. 이와 비슷하게, 평론가들의 입장은 플레이어가 실제로 변화시킬 수 있는 줄거리의 부족이 좋은 요소인지 나쁜 요소인지로 나뉘었다. 2000년에 작성된 회고적 리뷰에서 IGN은 미스트는 시대를 탔고 이를 플레이하는 것은 "마치 70년대에 히트쳤던 TV 쇼를 보는 듯 했다. '저런 걸 봤었다고?'라며 공포감에 사로잡혀 궁금해할 것이다"라고 말했다.

### 유산
미스트의 다수의 리메이크작과 이식작에 더해, 게임의 성공으로 여러 편의 속편이 출시될 수 있었다. 1997년 10월 29일에 출시된 〈리븐〉은 이방인이 아트러스로부터 겐(Gehn)에게 잡혀있는 아내 캐서린(Catherine)을 구출해오라는 부탁을 받는 내용이다. 2001년 5월 7일 매킨토시와 윈도 용으로 동시에 출시된 〈미스트 III: 엑자일〉은 후에 플레이스테이션 2와 엑스박스 용으로 이식되었다. 미스트 III: 엑자일은 사이언이 아닌 프레스토 스튜디오에서 개발하였고 유비소프트가 유통하였다. 리븐에서 일어난 일로부터 10년이 지난 후로, 엑자일에서는 아트러스의 아들들이 갇힌 이유와 그들의 탐욕이 유래한 비참한 결과를 보여준다. 시리즈의 4번째 편인 〈미스트 IV: 레벌레이션〉은 2004년 9월 10일에 출시됐으며, 유비소프트가 개발 및 유통을 총괄했다. 잭 월이 음악을 담당했고 피터 가브리엘도 참여하였다. 미스트 시리즈의 마지막 편인 〈미스트 V: 엔드 오브 에이지〉는 사이언 월드가 개발하고 2005년 9월 19일에 출시되었다.
주요 미스트 연대기 이외에도, 사이언은 〈우루: 에이지스 비욘드 미스트〉를 개발하였고 2003년 11월 14일에 출시하였다. 우루에서는 플레이어가 자신의 아바타를 커스터마이징 할 수 있고, 그래픽이 실시간으로 렌더링된다. 우루의 멀티플레이어 요소는 처음에 취소되었으나, 게임탭이 이를 다시 제작하여 2007년 2월 15일에 〈미스트 온라인: 우루 라이브〉의 서비스를 시작했다. 2008년 2월 4일, 게임탭의 크리에이티브 디렉터 리카도 산체스는 게임의 서비스를 종료하겠다고 발표했고, 이 발표 후 약 60일 뒤 서버는 폐쇄되었다. 이 게임은 이후 다시 부분 유료화 방식으로 서비스가 재개되었다. 가장 최근이자 현재 버전의 우루 온라인은 오픈 소스화되었고 팬들은 다양한 시대를 만들었다. 밀러 형제는 데이비드 윈그로브와 공동 작업을 하였고 미스트 세계관을 기반으로 한 여러 편의 소설을 집필하였으며, 이는 하이페리온이 발행하였다. 〈미스트: 아트러스의 책〉, 〈미스트: 티아나의 책〉, 〈미스트: 드니의 책〉라는 제목으로 발간된 각 소설은 미스트 시리즈의 뒷이야기로 채워져 있고, 이후 〈미스트 리더〉라는 책으로 합본화하여 발간되었다.
2003년까지 미스트 프랜차이즈는 전 세계적으로 1200만 장 이상이 판매되었고, 이 수치 중 미스트가 6백만 장 이상에 해당한다. 게임의 인기로, 미스트는 대중문화에서 여러 번 언급된다. 심슨 가족의 에피소드 "Treehouse of Horror VI"에서 언급되며, 맷 데이먼은 본 컨스피러시 비디오 게임이 미스트 같은 퍼즐 게임이 되길 원했고, 결국 슈팅 장르의 게임이 되자 성우 출연 요청을 거절했다. 또한, 미스트는 교육적인 용도와 과학적인 용도로도 사용되고 있다; 영국 교육정보원은 미스트를 교구로 사용해 아이들의 읽고 쓰는 능력을 증가시킨 팀 라이랜즈의 공로를 인정해 상을 수여했고, 연구원들은 게임을 실험에 이용해 비디오 게임이 공격성에 미치는 영향에 대해 조사했다.
패러디 게임으로 〈피스트〉가 1996년에 출시되었다. 게임에서는 퍼즐이 나오지 않으며, 오히려 욕구 불만의 방문자들이 훼손한 듯한 풍자적인 미스트 섬을 자유롭게 돌아다닐 수 있다.
2015년 5월, Deadline.com은 비디오 스트리밍 기업 훌루가 미스트의 TV 시리즈를 제작할 권리를 획득했다고 밝혔다. TV 시리즈는 미스트에 등장하는 섬의 기원을 살펴볼 것이다. 시리즈는 2014년 후반기에 사이언으로부터 방영권을 획득한 레전더리 텔레비전이 제작하고 있다. 맷 톨매크가 제작을 맡고 에번 도허티가 각본을 쓸 예정이다.

## 재출시 및 이식판
미스트의 성공으로 게임이 다수의 플랫폼으로 이식되었다. 이식된 플랫폼으로는 세가 새턴, 플레이스테이션, 플레이스테이션 3, 플레이스테이션 포터블, 아이폰, 닌텐도 3DS, 아타리 재규어 CD, 아미가OS, CD-i, 그리고 3DO 게임기들이 있다.

### PC 리메이크
《미스트: 마스터피스 에디션》은 미스트 원작의 개선된 버전으로, 2000년 5월에 출시되었다. 원작보다 여러 부분이 개선되었으며, 원작의 8비트 컬러 대신 24비트 트루컬러로 새로 렌더링되었다. 게임의 음악은 리마스터링 되었고 음향 효과도 향상되었으며, 몇몇 시네마틱 영상들이 새로 제작되었다.
《리얼미스트: 인터랙티브 3D 에디션》은 미스트 원작의 리메이크로, 2000년 11월에 윈도 용으로 출시되었고, 2002년 1월에 매킨토시 용이 출시되었다. 미스트 원작과 마스터피스 에디션과는 다르게, 리얼미스트는 게임 내에서 자유롭게 돌아다닐 수 있으며, 프리렌더링된 이미지 대신 실시간으로 렌더링 되는 3D 그래픽을 사용했다. 뇌우, 해돋이와 해넘이 같은 기상 효과가 각 시대에 추가되었으며, 게임이 미스트 소설과 속편들의 줄거리와 궤를 같이하도록 부차적인 요소가 추가되었다. 또한, 새로운 시대인 라임 시대(Rime)가 추가되었고, 이는 게임의 확장된 엔딩에서 등장한다. 리얼미스트는 사이언 주식회사와 선소프트가 개발했고, 유비소프트가 배급하였다. 게임의 새로운 상호작용성이 찬사를 받았으나, 리얼미스트는 그 당시 대부분의 컴퓨터에서 극도로 느리게 작동했다. 로빈 밀러는 리얼미스트에 대해 "나는 리얼미스트를 출시한 이후로 딱 한 번 봤다. 리메이크로써, 이것은 이유가 잘못되었고 방향성이 없다; 미스트 원작의 노골적인 상품화 계획이다. 이는 분명히 우리가 처음에 구상했던 미스트가 아니었고, 우리가 홍보했던 그것도 아니었다."라고 말하며 불만을 표시했다.
그래픽이 향상되었고 유니티 엔진으로 작동하며, 미스트 원작의 그래픽 또한 지원하는 《리얼미스트: 마스터피스 에디션》은 스팀을 통해 2014년 2월 5일에 출시되었다.

### 콘솔 리메이크
2012년 5월 18일, 플레이스테이션 네트워크는 PSone Classic의 형식으로 미스트의 이식작을 PSP와 플레이스테이션 3 용으로 출시했다.

### 휴대용 출시
2005년 11월, 미드웨이 게임즈는 미스트의 플레이스테이션 포터블용 리메이크를 개발할 것이라 발표했다. 리메이크판에는 리얼미스트에서 등장했던 라임 시대를 포함, 미스트 원작에서 볼 수 없었던 추가적인 요소를 포함할 것이라고 했다. 이는 2006년 일본과 유럽에 출시되었으며, 2008년에 미국에도 출시되었다.
또한, 닌텐도 DS용 미스트가 2007년 12월에 출시되었다. 영상 및 음향이 리마스터링되어 수록되었고, 닌텐도 DS 용으로 재작성한 소스 코드를 사용했다. 이 리메이크판에는 라임 시대를 플레이할 수 있고, 새로운 그래픽 세트가 사용되었다. 2007년 12월 7일, 미드웨이는 이를 유럽에 출시하였다. 2008년 5월 13일, 북미 지역에 출시되었으며 초기에는 나바르가 유통하였고 후에 스톰 시티 게임즈가 재출시하였다. 닌텐도 DS 판은 게임 언론으로부터 큰 혹평을 받았고, 메타크리틱의 평균 리뷰 점수로 43/100을 기록하고 있다. 이후 닌텐도 3DS용으로 다시 재출시되었고, 터치스크린 대신 슬라이스 패드를 이용해 조종하는데, 이는 플레이어들로부터 불편한 조작 방식으로 여겨졌다. 닌텐도 3DS 판은 처음에는 2012년 3월 (북미), 6월 (유럽)에 출시될 예정이었으나, 2012년 10월로 조용히 연기되었다. 펀박스 미디어가 유럽 유통을 맡았고, 맥시멈 패밀리 게임즈가 북미 지역과 호주 유통을 맡았다. 게임은 이후 2012년 11월 15일에 닌텐도 eShop을 통한 디지털 포맷으로 북미 지역에 출시되었고, 2013년 9월 5일에 유럽에도 출시되었다.
2005년 2월, 사이언과 민 햄스터 소프트웨어는 마이크로소프트 포켓 PC용 미스트를 출시했고, 리븐이 곧바로 이식되었다. 2008년 8월, 사이언은 미스트의 iOS 판을 개발 중이라고 발표했다. 사이언은 2009년 4월에 프로젝트가 거의 완성에 가깝다고 발표했고, 4월 22일에 애플로 게임을 제출했다. 게임은 2009년 5월 2일에 앱 스토어를 통해 다운로드가 가능하게 되었다. 초기의 다운로드 사이즈는 727 MB로, 그 당시 아이폰 기준으로는 매우 큰 용량으로 여겨졌다. 개선된 버전의 리얼미스트가 2012년 6월 14일에 PC 판보다 더 향상된 그래픽으로 아이패드 2와 상위 기종들에 출시되었다.